# 2905 Пласкетт
2905 Пласкетт (2905 Plaskett) — астероїд головного поясу, відкритий 24 січня 1982 року.
Тіссеранів параметр щодо Юпітера — 3,299.